# Województwo mścisławskie

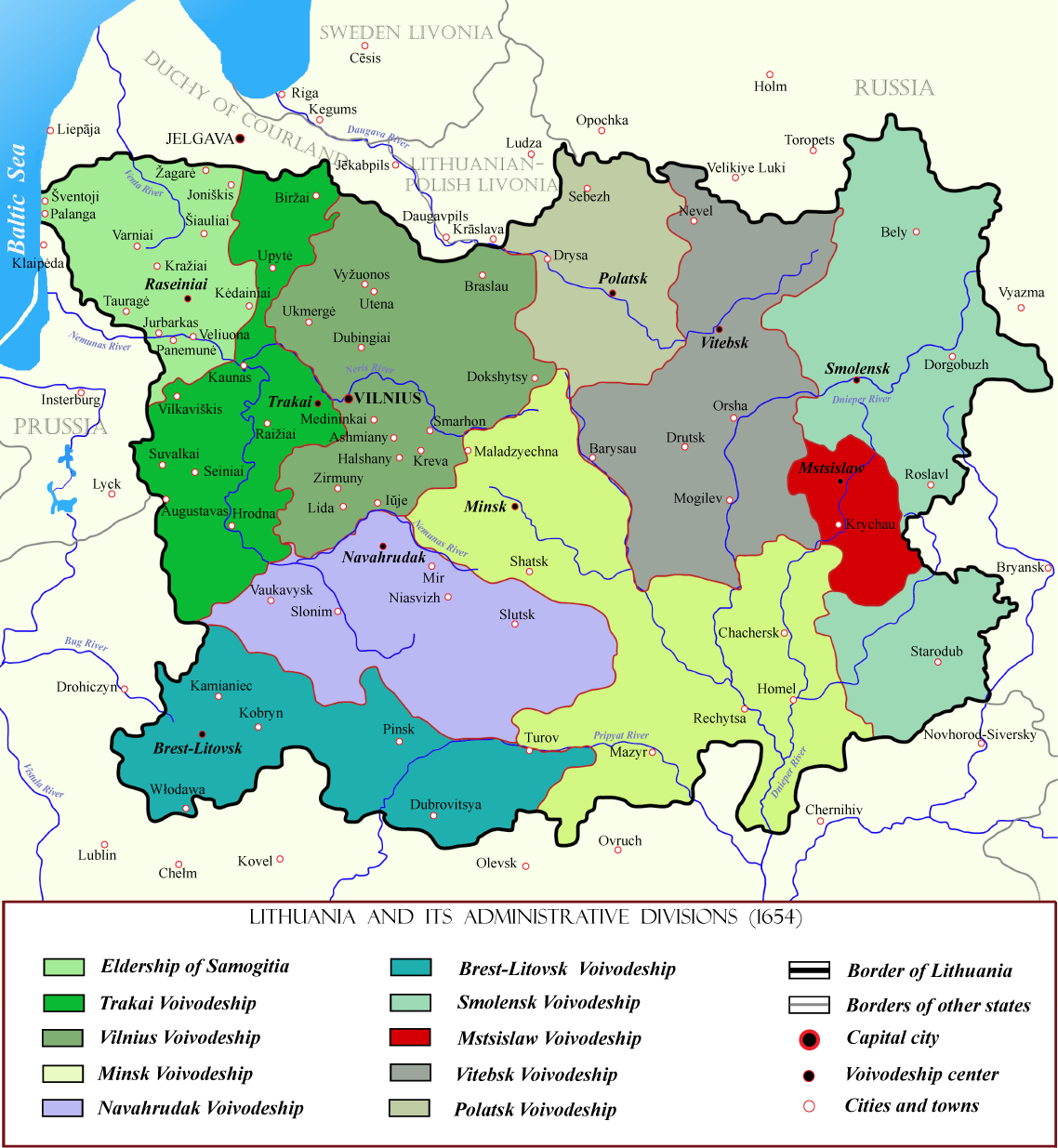
     Położenie województwa mścisławskiego na mapie Wielkiego Księstwa Litewskiego

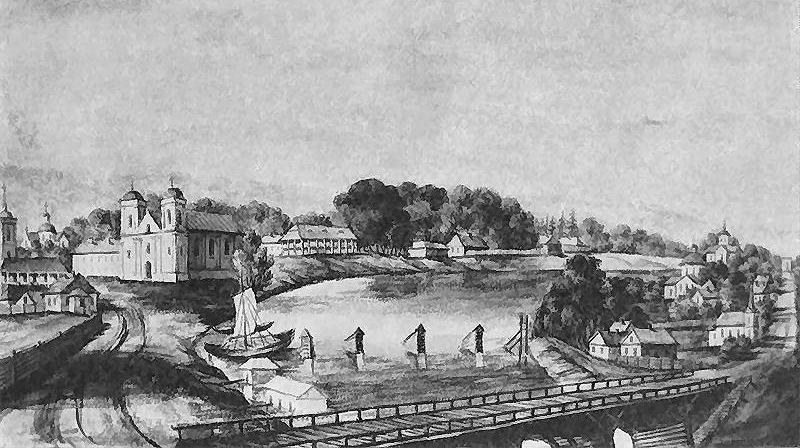
Mohylew w XIX w. Napoleon Orda

Województwo mścisławskie – województwo położone we wschodniej części Wielkiego Księstwa Litewskiego, na terenie dzisiejszej Białorusi. Z wyjątkiem okresu gdy do Litwy należało województwo smoleńskie graniczne województwo I Rzeczypospolitej w latach 1566–1772.

## Historia
Teren województwa mścisławskiego w czasie rozbicia dzielnicowego Rusi Kijowskiej wchodził w skład księstwa smoleńskiego. Książę smoleński, a później wielki książę kijowski Rościsław I Michał (święty prawosławny), w latach 30. XII w. założył miasto Mścisław lub też nadał istniejącej wcześniej miejscowości nazwę pochodzącą od imienia swojego ojca Mścisława I Haralda wielkiego księcia kijowskiego. W toku dalszych podziałów dynastycznych powstało odrębne księstwo mścisławskie.
W II poł. XIV w. księstwo mścisławskie opanowali Litwini. Pierwszym księciem z dynastii Giedyminowiczów był brat Władysława Jagiełły Korygiełło (Kazimierz), w latach 1377–1390, a następnie kolejny brat wielkiego księcia Lingwen (Siemion, Szymon), w latach 1390–1430, który wsławił się jako dowódca trzech pułków smoleńskich (smoleński, orszański, mścisławski) w bitwie pod Grunwaldem. Hołdownicze księstwo mścisławskie utrzymało się aż do I połowy XVI w. Zostało zlikwidowane w związku z wojnami litewsko-rosyjskimi prowadzonymi w dwóch pierwszych dziesięcioleciach wieku ze względu na niepewną postawę książąt. Ostatni książę mścisławski, Michał, sprzymierzył się z Rosją i po zwycięstwie Rzeczypospolitej pod Orszą (1514) musiał uchodzić do Moskwy.
Po śmierci matki księcia, Juliany, księstwo mścisławskie stało się starostwem (1527). W 1566 r. Zygmunt August mianował pierwszego wojewodę mścisławskiego Jurija Ostyka (Jerzy Ościk) i kasztelana Iwana Sołomoreckiego.

## W Rzeczypospolitej Obojga Narodów
Po unii lubelskiej (1569) wojewoda i kasztelan mścisławski zajęli dość dalekie miejsca w senacie Rzeczypospolitej. Wojewoda za wojewodą chełmińskim, a przed wojewodą malborskim. Kasztelan, wśród kasztelanów większych, szedł za chełmińskim, a przed elbląskim.
Województwo nie zostało podzielone na powiaty. Miało w związku z tym jeden komplet urzędników ziemskich i wybierało dwóch posłów na sejm oraz dwóch deputatów na Trybunał Główny Wielkiego Księstwa Litewskiego (po jednym na sesję wiosenną i jesienną). Starostwo grodowe, zatem i sąd grodzki, znajdowało się w Mścisławiu. Tu także sądził sąd ziemski, odbywały się sejmiki ziemskie i popisy pospolitego ruszenia.
Herbem województwa była litewska Pogoń w czerwonym polu. Chorągiew wojewódzka miała kolor żółty. Mundur wojewódzki składał się z granatowego kontusza ze srebrnymi wyłogami i żółtego (słomianego) żupana.
Mścisław był ważną twierdzą położoną niedaleko granicy i szybko rozwijającym się miastem. Drugim głównym ośrodkiem miejskim województwa był Krzyczew ośrodek najbogatszego w województwie starostwa niegrodowego. 
Oprócz majętnej średniej szlachty w województwie było dużo szlachty zagrodowej wywodzącej się z uszlachconych, w XV i XVI w. całymi wsiami, za ich zasługi w wojnie z Krzyżakami, a później w wojnach z Rosją, bitnych bojarzynów mścisławskich. Wśród nich Kmicic, bohater Potopu, poszukiwał kandydatów do swego straceńczego oddziału. Aż do lat 20. XX w. zachowały się całe okolice spolonizowanej zaściankowej szlachty: Pietrowicze, Klimowicze, Kurkowie, Dubiejkowscy, Krzyczewscy.
Pierwsza parafia katolicka w tym prawosławnym regionie powstała dopiero na początku XVII w. w Mścisławiu. W 1601 r. większość duchowieństwa prawosławnego w mścisławskim przystąpiła do unii brzeskiej. W 1634 r. Władysław IV zgodził się na utworzenie w Mohylewie biskupstwa (eparchii) dyzunickiego obejmującego całą Białoruś.
Województwa nie ominęły klęski wojen toczonych w połowie XVII w. Szczególne spustoszenie przyniósł rok 1654. Wojska rosyjskie pod dowództwem wojewody Trubeckiego zdobyły Mścisław i dokonały rzezi ludności kwitnącego dotąd, trzydziestotysięcznego miasta. Z tych, którzy nie zdążyli wcześniej uciec, zginęło 15000 osób, żywych zostało ok. 700. Mieszkańców Mścisławia nazywano odtąd niedosiekami.
W granicach Rzeczypospolitej województwo mścisławskie pozostawało do I rozbioru (1772), kiedy to przyłączone zostało do Rosji i przekształcone w gubernię mohylewską. Podobnie jak w przypadku innych utraconych województw, król nadal, do końca istnienia I Rzeczypospolitej, mianował urzędników województwa, a ta część szlachty, która opuściła województwo, sejmikowała i wybierała posłów oraz deputatów.

## Po rozbiorach
W 1918 r. na terenie byłego województwa mścisławskiego walczył przedzierający się do Polski I Korpus Polski generała Józefa Dowbor-Muśnickiego spotykając się z poparciem miejscowej polskiej ludności i ochraniając ją przed mordami bolszewików.
Swój szlak bojowy 1 Dywizja Piechoty im. Tadeusza Kościuszki rozpoczęła od sforsowania rzeki Mierei stanowiącej przez długi czas granicę pomiędzy Rosją a Rzecząpospolitą Obojga Narodów a jednocześnie wschodnią granicę województwa mścisławskiego. W bogatej później symbolice dotyczącej bitwy pod Lenino nie nawiązywano oczywiście do tego zbiegu okoliczności.

## Urzędnicy
Godności senatorskie województwa mścisławskiego nie plasowały się zbyt wysoko w hierarchii urzędów. Z tego powodu nie stanowiły łakomego kąska dla ambitnych przedstawicieli największych rodów magnackich. W większości obsadzane były przez lokalne możnowładztwo reprezentowane przez potomków kniaziów litewskich i ruskich, a nawet przedstawicieli średniej szlachty. Podobnie było ze starostwem. Urzędy ziemskie, jak wszędzie, opanowała średnia szlachta, dla której były to godności wskazujące jej pozycję w lokalnym środowisku.

### Wojewodowie, kasztelanowie i starostowie mścisławscy
| wojewodowie mścisławscy | wojewodowie mścisławscy         | kasztelanowie mścisławscy | kasztelanowie mścisławscy                                | starostowie mścisławscy | starostowie mścisławscy         |
| ----------------------- | ------------------------------- | ------------------------- | -------------------------------------------------------- | ----------------------- | ------------------------------- |
| 1566-1578               | Jurij Ostyk (Ościk)             | 1566-1586                 | Iwan Sołomerecki                                         | 1527                    | Jan Hlebowicz                   |
| 1578-1593               | Paweł Pac                       | 1586-1588                 | Stanisław Pawłowicz Naruszewicz                          | 1528                    | Jan Ilinicz                     |
| 1593-1595               | Hieronim Chodkiewicz            | 1588-1599                 | Szymon Wojno                                             | 1529                    | Jerzy Zenowicz                  |
| 1595-1596               | Stanisław Narbut                | 1599-1603                 | Sokoł Wojno                                              | 1535                    | Bazyli Połubiński               |
| 1596-1599               | Jan Kieżgajło Zawisza           | 1603-1610                 | Jan Meleszko                                             |                         | Jan Sołomerecki                 |
| 1600-1605               | Piotr Moniwid Dorohostajski     | 1610-1613                 | Fiodor Łukomski                                          | 1539                    | Jerzy Zenowicz                  |
| 1605-1611               | Andrzej Sapieha                 | 1613-1620                 | Konstanty Hołowczyński                                   | 1547                    | Jan Hlebowicz                   |
| 1611-1614               | Eustachy Jan Tyszkiewicz        | 1620-1621                 | Szymon Samuel Sanguszko                                  | 1551-1555               | Jan Połubiński                  |
| 1614-1617               | Aleksander Hołowczyński         | 1622-1625                 | Krzysztof Drucki Sokoliński                              | 1566-1571               | Jan Sołomerecki                 |
| 1617-1621               | Marcin Giedrojć                 | 1625-1633                 | Konstanty Pałubiński                                     | 1593-1607               | Paweł Pac                       |
| 1621-1626               | Janusz Tyszkiewicz Skumin       | 1633-1639                 | Jan Feliks Ogiński                                       | 1611                    | Piotr Pac                       |
| 1627-1636               | Mikołaj Kiszka                  | 1639-1643                 | Mikołaj Abramowicz                                       | 1612                    | Jan Drucki Sokoliński           |
| 1636-1639               | Krzysztof Kiszka                | 1643-1644                 | Jan Kamieński                                            | 1615                    | Mikołaj Frąckiewicz Radzimiński |
| 1639-1643               | Józef Korsak Głębocki           | 1644-1646                 | Bohdan Stetkiewicz                                       | 1623-1626               | Krzysztof Stefan Sapieha        |
| 1643-1647               | Mikołaj Abramowicz              | 1646-1649                 | Jan Eustachy Kossakowski                                 | 1635-1641               | Józef Korsak Głębocki           |
| 1647-1650               | Fryderyk Sapieha                | 1653-1655                 | Krzysztof Ciechanowiecki                                 | 1641-1650               | Jarosz Radziwiłł                |
| 1650-1659               | Hrehory Drucki Horski           | 1655-1662                 | Jan Antoni Drucki Sokoliński                             | 1651                    | Gedeon Michał Tryzna            |
| 1659-1672               | Mikołaj Walerian Ciechanowiecki | 1662-1666                 | Stanisław Władysław Białłozor                            | 1653                    | Krzysztof Ciechanowiecki        |
| 1672-1681               | Jan Jacek Ogiński               | 1667-1702                 | Paweł Ryszkowski                                         | 1658-1671               | Mikołaj Walerian Ciechanowiecki |
| 1681-1685               | Szymon Karol Ogiński            | 1703                      | Marian Karol Ogiński                                     | 1674-1680               | Jan Ogiński                     |
| 1685-1698               | Aleksander Jan Mosiewicz        | 1703-1715                 | Michał Kamiński                                          | 1681-1697               | Leon Kazimierz Ogiński          |
| 1698-1713               | Michał Dowmont Siesicki         | 1715-1722                 | Konstanty Benedykt Brzostowski                           | 1701-1705               | Michał Bogusław Kociełł         |
| 1714-1730               | Jan Tyzenhaus                   | 1722-1730                 | Krzysztof Dominik Puzyna                                 | 1706                    | Grzegorz Antoni Ogiński         |
| 1730-1731               | Krzysztof Dominik Puzyna        | 1730-1738                 | Samuel Łazowy                                            | 1710                    | Bogusław Kociełł                |
| 1732                    | Jerzy Felicjan Sapieha          | 1738-1740                 | Stanisław Ogiński                                        | 1716                    | Mikołaj Sapieha                 |
| 1735                    | Kazimierz Niesiołowski          | 1740-1745                 | Józef Niemirowicz Sczytt (zm. 1745)(Niemirowicz-Szczytt) | 1717-1719               | Kazimierz Ogiński               |
| 1735-1737               | Kazimierz Chłusiewicz           | 1746-1752                 | Michał Puzyna                                            | 1719-1729               | Jan Kazimierz Lendorff          |
| 1737-1742               | Michał Józef Massalski          | 1752-1761                 | Jan Zabiełło                                             | 1731-1733               | Feliks Ciechanowiecki           |
| 1742-1750               | Jerzy Felicjan Sapieha          | 1761-1775                 | Józef Tyszkiewicz                                        | 1734-1738               | Aleksander Wołłowicz            |
| 1750-1758               | Ignacy Sapieha                  | 1775-1783                 | Stanisław Antoni Tyszkiewicz                             | 1738-1747               | Nikodem Ciechanowiecki          |
| 1758-1770               | Konstanty Ludwik Plater         | 1783-1786                 | Tadeusz Billewicz                                        | 1749-1757               | Krzysztof Wołłowicz             |
| 1770-1786               | Józef Jerzy Hylzen              | 1786-1792                 | Józef Chrapowicki                                        | 1757                    | Michał Antoni Sapieha           |
| 1786-1788               | Tadeusz Billewicz               | 1792                      | Ignacy Daszkiewicz                                       | 1757-1767               | Mikołaj Tadeusz Łopaciński      |
| 1788                    | Franciszek Ksawery Chomiński    |                           |                                                          | 1767-1772               | Jan Nikodem Łopaciński          |